# فیلیپ یگوروف
فیلیپ یگوروف (روسی: Филипп Евгеньевич Егоров؛ زادهٔ ۸ ژوئن ۱۹۷۸) ورزشکار بابسلد اهل روسیه است.
وی در مسابقات کشوری و بین‌المللی در مجموع برندهٔ ۳ مدال نقره شده‌است.